# Neturei Karta

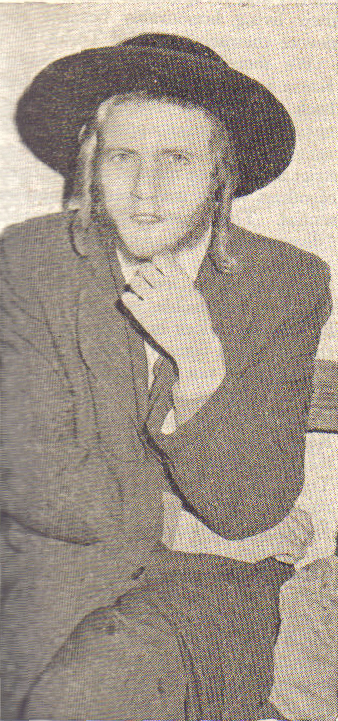
Rabbi Amram Blau considerado o maior líder dos Neturei Karta.

Neturei Karta (em hebraico  נטורי קרתא do aramaico "guardiões da cidade") é um grupo de judeus  ultra-ortodoxos, que rejeitam  o sionismo e se opõem ativamente à existência do Estado de Israel, sendo por isso acusados, por outros grupos judaicos, de serem  "pró-árabes". O grupo é constituído por cerca de 5.000 membros, concentrados principalmente em Jerusalém, mas há outros grupos menores, associados aos Neturei Karta em Israel, nos E.U.A. e na Inglaterra.

## Ideologia

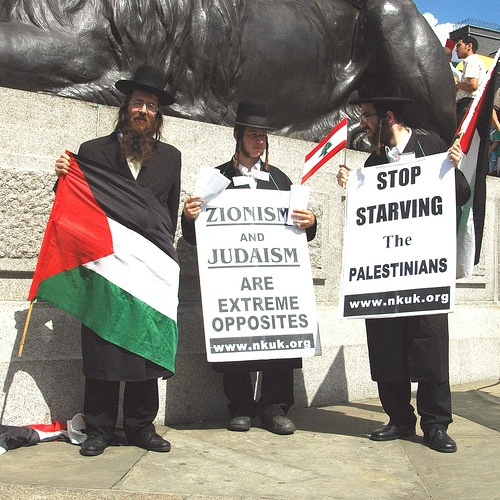
Membros da Neturei Karta durante manifestação pacifista de apoio ao Líbano e à Palestina, em Trafalgar Square (julho de 2006)

Os Neturei Karta crêem que a Diáspora judaica é resultado dos pecados do povo judeu, e que qualquer forma de tentar reconstruir um estado judaico é uma violação da vontade de Deus (Talmude Babilônico, tratado Kesubos 111a).
Os líderes do movimento tornaram-se polêmicos ao participar, a convite do presidente iraniano Mahmoud Ahmadinejad, de um congresso que propunha repensar a existência do holocausto judaico durante o período da Segunda Guerra Mundial. Apesar de terem participado do referido congresso, os Neturei Karta não negam a existência e proporção do holocausto judaico. Eles alegaram que sua presença no evento se devia ao fato de criticarem o uso do holocausto judaico como justificativa para a existência do Estado de Israel.
Os Neturei Karta defendem que os judeus devem permanecer no exílio até que este estado judaico lhes seja trazido não por homens, mas por Deus, quando ocorrer a vinda do Messias. Suas declarações de apoio aos palestinos e ao governo do Irã, assim como sua crença de que o sionismo provocou o holocausto, valeram-lhes o desafeto e a oposição por parte de diversas comunidades judaicas.